# Prostituiertenschutzgesetz
Das deutsche Prostituiertenschutzgesetz (ProstSchG) wurde am 21. Oktober 2016 erlassen und ist am 1. Juli 2017 in Kraft getreten. Kernelemente sind die Einführung einer Erlaubnispflicht für alle Prostitutionsgewerbe und einer Anmeldebescheinigung für Prostituierte (umgangssprachlich diffamierend Hurenpass bzw. Hurenausweis). Damit sollen Prostituierte besser geschützt und Kriminalität bekämpft werden.

## Inhalte

### Regelungen für Prostituierte
Durch das Gesetz sind Personen, die der Prostitution in Deutschland nachgehen oder nachgehen wollen, seit 1. Juli 2017 verpflichtet, ihre Tätigkeit bei der zuständigen Behörde anzumelden (§ 3 ProstSchG).
Es findet ein Informations- und Aufklärungsgespräch statt, bei dem die anmeldende Person über die Sozialgesetzgebung in Deutschland, über Beratungsangebote und die Inhalte des neuen Gesetzes aufgeklärt werden soll (§§ 7 und 8 ProstSchG). Nach Absolvierung einer ebenfalls vorgeschriebenen Gesundheitsberatung (§ 10 ProstSchG) wird eine Anmeldebescheinigung – umgangssprachlich und von einigen Interessenverbänden „Hurenausweis“ oder „Hurenpass“ genannt – ausgestellt, die mit Lichtbild versehen und bei der Prostitutions-Tätigkeit stets mitzuführen ist (§§ 5 und 6 ProstSchG). Die Anmeldebescheinigung ist zwei Jahre gültig; für Prostituierte unter 21 Jahren gilt sie nur ein Jahr (§ 5 Abs. 4 ProstSchG). Bei der Verlängerung der Anmeldebescheinigung ist nachzuweisen, dass die Gesundheitsberatung jährlich – bei Prostituierten unter 21 Jahre halbjährlich – erfolgte (§ 5 Abs. 5 Satz 2 und 3 ProstSchG). Personen unter 18 Jahren erhalten keine Anmeldebescheinigung und dürfen somit keine sexuellen Dienstleistungen anbieten.
Auf Wunsch kann das Amt eine ergänzende Alias-Bescheinigung ausstellen, in welcher der Realname durch ein Pseudonym ersetzt wird, um die Identität der Person zu schützen (§ 5 Abs. 6 ProstSchG).
Die Information über die erfolgte Anmeldebestätigung wird automatisch in elektronischer Form an die zuständigen Finanzämter übermittelt (§ 34 Abs. 8 ProstSchG).
Das Gesetz sieht vor, dass die für die Beratung zuständige Behörde „die zum Schutz der Person erforderlichen Maßnahmen“ veranlasst, wenn sich Anhaltspunkte dafür ergeben, dass eine Person der Prostitution nicht aus freien Stücken nachgeht bzw. zu dieser gezwungen werden soll (§ 9 ProstSchG).

### Prostitutionsgewerbe
Unter Prostitutionsgewerbe definiert der Gesetzgeber das Betreiben von Prostitutionsstätten (Bordell), die gewerbsmäßige Bereitstellung von Fahrzeugen, die Organisation und Durchführung von Veranstaltungen und die Prostitutionsvermittlung (§ 2 Abs. 3 ProstSchG). All diese gewerblichen Tätigkeiten werden durch das neu verabschiedete Gesetz zukünftig erlaubnispflichtig, wobei diese Erlaubnis, ähnlich wie bei Gastronomie-Konzessionen, bei der zuständigen Behörde unter Vorlage eines Betriebskonzepts beantragt werden muss (§ 12 ProstSchG).
Genehmigungen werden nur erteilt, wenn die Behörde die Erlaubnisfähigkeit bejaht (§ 14 ProstSchG). Voraussetzung hierfür ist, dass der jeweilige Bewerber amtlich zuverlässig (§ 15 ProstSchG) erscheint, was durch eine einzuholende Auskunft aus dem Bundeszentralregister (Führungszeugnis) und Einholung von polizeilichen Auskünften überprüft wird. Personen, die innerhalb der letzten 5 Jahre wegen eines Verbrechens oder wegen bestimmter Vergehen (z. B. Straftaten gegen die sexuelle Selbstbestimmung wie Missbrauch von Menschen durch Zwangsprostitution, wegen Körperverletzung, Erpressung, Geldwäsche, Betrug oder wegen Vergehen gegen das Aufenthaltsgesetz) rechtskräftig verurteilt worden sind, gelten nicht als zuverlässig und dürfen kein Prostitutionsgewerbe betreiben. Auch Personen, die unanfechtbar verbotenen Vereinen angehören oder in den letzten 10 Jahren angehört haben, wird die Zuverlässigkeit in der Regel abgesprochen.
Der Betreiber eines Prostitutionsgewerbes hat die Sicherheit und den Gesundheitsschutz der beschäftigten Prostituierten, die Prüfung der Zulässigkeit ihrer Beschäftigung und weitere Hinweis-, Kontroll- und Aufzeichnungspflichten zu erfüllen (§§ 24 bis 28 ProstSchG).

### Verbote, Sanktionen
Mit dem Gesetz wurde eine Kondompflicht eingeführt (§ 32 Abs. 1 ProstSchG). Die Werbung für bestimmte sexuelle Dienstleistungen, wie beispielsweise Geschlechtsverkehr ohne Kondom oder mit Schwangeren, ist in den in § 32 Abs. 3 ProstSchG genannten Fällen verboten. Die Werbung ist unabhängig von der Art der sexuellen Dienstleistung verboten, wenn sie in einer Form erfolgt, die geeignet ist Rechtsgüter der Allgemeinheit, insbesondere den Jugendschutz konkret zu beeinträchtigen.
Zuwiderhandlungen gegen Regelungen können mit Geldbußen bis zu 10.000 Euro geahndet werden; verstoßen Kunden gegen die Kondompflicht, sind Geldbußen bis zu 50.000 Euro möglich (§ 33 ProstSchG).

## Hintergrund und Einführung
Mit dem 2001 unter der Regierung von Gerhard Schröder verabschiedeten Prostitutionsgesetz wurde zum 1. Januar 2002 die Sittenwidrigkeit der Prostitution abgeschafft, wodurch erstmals Prostituierte mit ihren Freiern einen rechtswirksamen Prostitutionsvertrag abschließen konnten und Zugang zur Sozialversicherung erhielten. Kritiker bezeichneten dieses Gesetz als zu liberal, es mache Deutschland zum „Bordell Europas“, während Verteidiger die Unzulänglichkeiten in erster Linie bei der Umsetzung sahen. Diese vertraten zudem die Ansicht, dass ein wirksamer Schutz für Prostituierte nur möglich sei, wenn diese Arbeit legalisiert sei.
SPD, CDU und CSU beschlossen 2013 in ihrem Koalitionsvertrag, durch Regulierung und Einführung „ordnungsbehördliche[r] Kontrollmöglichkeiten“ zum einen „Frauen vor Menschenhandel und Zwangsprostitution besser [zu] schützen“ und zum anderen „Täter konsequenter [zu] bestrafen“. Im Sommer 2014 einigten sich die Koalitionspartner auf die Einführung einer Anmeldepflicht und das Verbot von sogenannten Flatrate-Bordellen sowie Gruppensex. Die Forderung der Union, amtsärztliche Pflichtuntersuchungen für Prostituierte wieder einzuführen, wurde ebenso wie die Forderung nach einem Mindestalter von 21 Jahren nicht in das Gesetz aufgenommen. Diese Forderungen waren nach ihrem Bekanntwerden von Frauen- und Sozialverbänden (darunter Deutscher Frauenrat, Deutscher Juristinnenbund, Diakonie und Deutsche Aidshilfe) in einem Offenen Brief als ungeeignet kritisiert worden.
In der Begründung zum Gesetzentwurf, den die Bundesregierung im Mai 2016 dem Bundestag vorlegte, wurde erläutert, die Prostitution sei „ein Wirtschaftszweig, in dem erhebliche Umsätze erzielt werden und der […] den Eigengesetzlichkeiten der Marktwirtschaft folgt“. Jedoch sei Prostitution auch „ein Bereich, in dem Grundrechte wie die sexuelle Selbstbestimmung, persönliche Freiheit, Gesundheit sowie Persönlichkeitsrechte der Beteiligten faktisch in besonderer Weise gefährdet sind“. Insbesondere fehle es an „verbindlichen Mindestvorgaben zum Schutz von Sicherheit und Gesundheit der dort Tätigen“ und Rechtsgrundlagen zur Kontrolle der Betreiber von Prostitutionsgewerben. Fehlende behördliche Aufsichtsinstrumente begünstigten kriminelle Strukturen. Zugleich müsse „berücksichtigt werden, dass Prostitution nicht selten von Personen ausgeübt wird, die sich in einer besonders verletzlichen oder belastenden Situation befinden und die deshalb nicht in der Lage sind, selbstbestimmt für ihre Rechte einzutreten. Viele [Prostituierte] fürchten zudem Benachteiligungen in ihrem sozialen Umfeld, wenn ihre Tätigkeit […] bekannt wird“. Diese Besonderheiten müssten bei der Regulierung des Prostitutionsgewerbes berücksichtigt werden. Ziel des Prostituiertenschutzgesetzes sei es, Prostituierte „besser zu schützen und ihr Selbstbestimmungsrecht zu stärken, […] Grundlagen zur Gewährleistung verträglicher Arbeitsbedingungen und zum Schutz der Gesundheit […] zu schaffen“ sowie „Menschenhandel, Gewalt gegen Prostituierte und Ausbeutung von Prostituierten und Zuhälterei zu bekämpfen“.
Während die Länder die Einführung einer Erlaubnispflicht für Prostitutionsgewerbe begrüßten, sprach sich eine Reihe von Ländern gegen das Gesetz aus. Neben der Anmeldepflicht (siehe Abschnitt #Kritik) wurden die den Ländern entstehenden Kosten kritisiert, die die Bundesregierung mit 17 Millionen Euro bezifferte. Breiten Zuspruch hingegen fand die geplante Regulierung von Bordellen.
Der Gesetzentwurf wurde durch den Familienausschuss des Bundestags auf Antrag der Koalitionsfraktionen leicht verschärft (Werbeverbot für Sex mit Schwangeren) und am 7. Juli 2016 mit den Stimmen der Großen Koalition vom Parlament angenommen.

## Umsetzung und Auswirkungen
Die Umsetzung des Gesetzes liegt in den Händen der Länder und Kommunen. Einige Länder – darunter Baden-Württemberg, Berlin, Hamburg, Rheinland-Pfalz und Sachsen – konnten hierzu nicht rechtzeitig zum 1. Juli 2017 die nötigen Voraussetzungen schaffen, insbesondere das nötige Personal einstellen. In München mussten nach Angaben der Stadt im Gesundheitsamt drei Ärzte, ein Sozialpädagoge und zwei Verwaltungskräfte neu eingestellt werden. Hinzu kamen „acht Planstellen plus Leitung für die Registrierung sowie neun Stellen für die Überprüfung der Bordellbetriebe“, was allein 1,5 Mio. Euro koste.
Einige Bundesländer erheben eine Gebühr für die Anmeldung und verpflichtende Gesundheitsberatung. So erhebt Bayern für Anmeldung und Beratung jeweils eine Gebühr von 35 Euro, Bremen verlangt für die Anmeldung und für den Aliasnamen jeweils 16 Euro. Das Saarland erhebt für die Anmeldung eine Gebühr von 35 Euro. In Baden-Württemberg, Hamburg, Mecklenburg-Vorpommern, Nordrhein-Westfalen und Schleswig-Holstein sind Anmeldung und Gesundheitsberatung gebührenfrei.
Die Polizei von Stuttgart hatte laut eigenen Angaben im ersten Jahr der Gültigkeit des Gesetzes drei Anzeigen wegen Verletzung der Kondompflicht erhalten. Laut städtischem Ordnungsamt sei mit vierstelligen Geldbußen zu rechnen.

## Kritik
Die Berliner Prostituierten-Beratungsstelle und -Interessenvertretung Hydra kritisierte kurz vor Einführung des Gesetzes, die Anmeldepflicht habe „eine horrende Angst erzeugt“, da unklar sei, was mit den Daten geschehe und wer Einsicht in diese habe. Ähnliche Vorbehalte bestünden gegenüber dem „Hurenpass“. Sei die anonyme und verdeckte Ausübung der Prostitution legal nicht mehr möglich, drohe die Illegalität. Diese Kritik übte auch der Berufsverband erotische und sexuelle Dienstleistungen.
Die Bedeutung der Anonymität für Prostituierte unterstrich auch die Leiterin der Fachberatungsstelle Prostitution des Diakonischen Werks in Hamburg: „[D]ie Folge eines Outings ist für viele […] die soziale Isolation“. Sie begrüßte jedoch im Deutschlandfunk die Intention des Gesetzes, „mehr Selbstbestimmung für die Frauen in der Prostitution“ zu erreichen, kritisierte jedoch die Umsetzung. Frauen, die sich nicht angemeldet hätten, würden Gewaltvorfälle nicht mehr bei der Polizei anzeigen, da sie befürchten müssten, für die illegale Ausübung der Prostitution bestraft zu werden. Die Annahme, eine Frau würde bei der Anmeldung gegenüber der Behörde von einem Abhängigkeitsverhältnis berichten – unter anderem mit diesem Argument befürwortete etwa die niedersächsische Sozial- und Frauenministerin Cornelia Rundt (SPD) im Jahr 2015 das Gesetz – bezeichnete die Leiterin der Diakonie als „pure Utopie“. Diese Einschätzung vertrat auch die Bundestagsabgeordnete Cornelia Möhring (Die Linke), die nach der Verabschiedung des Gesetzes durch den Bundestag kritisierte, dass ein „einmaliger kurzer Kontakt mit der Behörde“ kaum ausreiche, um ein Vertrauensverhältnis zu schaffen. Notwendig sei hingegen eine qualifizierte Beratung.
Die CDU-Abgeordnete Sylvia Pantel hielt den Kritikern einer Anmeldepflicht bereits im September 2014 entgegen, diese diene nicht der Stigmatisierung, sondern sei „etwas, das für andere Arbeitnehmerinnen ganz normal“ sei. Prostitution könne nicht als „normales Dienstleistungsangebot“ anerkannt sein, wenn es keine Anmeldung und Kontrolle gäbe. Das Gesetz solle denjenigen Frauen helfen, die abhängig arbeiteten und bislang wehrlos seien. In ähnlicher Weise äußerte sich Familienministerin Manuela Schwesig (SPD) nach Verabschiedung des Gesetzes: Die Anmeldepflicht sei keine Gängelung selbstbestimmter Sexarbeiterinnen, sondern notwendig, um Frauen zu schützen, die nach Deutschland gelockt würden und in Bordellen verschwänden.
Argumente gegen diese Sicht führte die nordrhein-westfälische Ministerin für Gesundheit und Emanzipation Barbara Steffens (Grüne) bereits 2015 in einer Stellungnahme zum damals vorgelegten Gesetzentwurf an. Zum einen trenne der Entwurf „nicht sauber genug zwischen der Bekämpfung des Menschenhandels (Straftat) und der Regulierung der Prostitution“, zum anderen würden Erfahrungen aus Wien, wo bereits eine Meldepflicht bestand, zeigen, dass diejenigen Opfer von Menschenhandel, die ordnungsgemäß angemeldet seien, davon ausgehen müssten, dass „ihre Ausbeutung legal und vom Staat legitimiert“ sei.
Zudem kritisierte Steffens ebenso wie ihre Amtskollegin, die Bremer Sozialsenatorin Anja Stahlmann (Grüne), der Staat nehme sich mit dem Gesetz das Recht, Frauen und Männer als Prostituierte zu etikettieren. Das geplante Gesetz beinhaltet Steffens zufolge eine „geradezu uferlose Definition von Prostitution“; so fielen auch Personen darunter, die nur gelegentlich sexuelle Dienstleistungen erbrächten. Auch der Tantramassage-Verband kritisierte in einer Stellungnahme, die Definition des Begriffs „Prostitution“ sei zu weit gefasst: „Jegliche Art von gewerbsmäßiger Berührung im Intimbereich als ungelernte und oft unfreiwillige Prostitution aufzufassen, passt eher in den Geist der 50er und 60er Jahre […].“ Tantramasseure sähen sich nun mit einer Rechtsunsicherheit konfrontiert und dürften unter Umständen nur noch mit einer Anmeldebescheinigung tätig werden.
Die vom Frankfurter Verein Doña Carmen gemeinsam mit 15 Bordellbetreibern und einigen Freiern (insgesamt 26 Personen) im Juni 2017 beim Bundesverfassungsgericht eingereichte Verfassungsbeschwerde gegen das Prostituiertenschutzgesetz wurde 2018 abgelehnt, weil sie unzureichend begründet sei.
Die vom Berliner Verfassungsrechtler Meinhard Starostik verfasste Klage wendete sich insbesondere gegen die Anmelde- und Beratungspflicht, es würden alle Prostituierten unter Generalverdacht gestellt. Darüber hinaus sei, so Starostik, die Kondompflicht ein „unzulässiger Eingriff in den intimen Persönlichkeitsbereich“, die Kontrollpflicht für Betreiber von Bordellen unverhältnismäßig. Eine derart umfassende Reglementierung, wie sie das Prostituiertenschutzgesetz vorsehe, gebe es für „kein[en] andere[n] Beruf“ und sie sei angesichts der Tatsache, dass es bei „200.000 Menschen in dieser Branche“ im Jahr 2015 „bundesweit nur 72 Verurteilungen wegen Zuhälterei, Menschenhandel und Ausbeutung von Prostituierten [gab]“, nicht notwendig.  Eine von Doña Carmen eingereichte Klage gegen das Prostituiertenschutzgesetz beim Europäischen Gerichtshof für Menschenrechte in Straßburg war nicht erfolgreich.